# بانغ شي هيوك
بانغ شي هيوك (هانغل: 방시혁) ولد في 9 أغسطس 1972، هو شاعر غنائي، وملحن، ومنتج أغاني، ورجل أعمال كوري جنوبي.
يعد بانغ شي هيوك واحد من أغنى خمسين شخصًا في دولة كوريا الجنوبية وفقًا لمجلة فوربس، وهو الملياردير الوحيد في صناعة الترفيه في كوريا الجنوبية. اعتبارًا من يوليو 2021، يقال إن ثروته تقدر بنحو 3.2 مليار دولار، وفقًا لمؤشر بلومبرغ للمليارديرات.

## روابط خارجية
- بانغ شي هيوك على موقع IMDb (الإنجليزية)
- بانغ شي هيوك على موقع ميوزك برينز (الإنجليزية)
- بانغ شي هيوك على موقع أول ميوزيك (الإنجليزية)
- بانغ شي هيوك على موقع ديسكوغز (الإنجليزية)
- بانغ شي هيوك على موقع ديسكوغز (الإنجليزية)
- بانغ شي هيوك على موقع قاعدة بيانات الفيلم (الإنجليزية)